# Wilhelm von Schroetter (Politiker, 1837)
Wilhelm Georg Gotthilf Schroetter, seit 1840 von Schroetter (* 4. August 1837 in Landeshut, Provinz Schlesien; † 19. März 1918 in Frankfurt (Oder)) war ein deutscher Politiker und Verwaltungsbeamter.

## Familie
Wilhelm von Schroetter stammte aus einer preußischen Beamtenfamilie, die 1840 in den erblichen preußischen Adelsstand erhoben wurde. Sein Vater war der preußische Appelationsgerichtspräsident und Justizrat in Bromberg Gustav von Schroetter (1798–1882); seine Mutter Johanna Sophie, geborene Augustin (1805–1870). Sein älterer Bruder Gustav von Schrötter (1830–1919) war ein preußischer Generalleutnant, sein jüngerer Bruder Waldemar (1842–1894) wurde preußischer Generalmajor.
Er heiratete am 12. April 1871 auf der Carlsburg bei Laasphe Marie Freiin von Wittgenstein (1852–1923), die Tochter des Eisenhüttenbesitzers Karl Freiherr von Wittgenstein (1809–1866) und der Bertha von Bach (1818–1905). Aus der Ehe stammten vier Söhne und zwei Töchter.
Zum gleichnamigen Geschlecht, das 1685 in den polnischen Ritterstand erhoben wurde und mit Bruno von Schrötter ebenfalls einen Landrat in Wittgenstein (von 1851 bis 1854) hervorbrachte, bestand kein verwandtschaftliches Verhältnis.

## Leben
1857/58 leistete Schroetter als Einjährig-Freiwilliger seinen Militärdienst in der Preußischen Armee und nahm 1866 am Deutschen Krieg sowie 1870/71 am Krieg gegen Frankreich teil. Zuletzt bekleidete er den Dienstgrad als Hauptmann der Landwehr.
1859 legte er die Prüfung zum Auskultator ab und bestand 1861 die Prüfung zum Gerichts-Referendar bei der Bezirksregierung Bromberg. Am 8. Juli 1865 bestand er die Prüfung zum Regierungs-Assessor („gut“). 1866 war er für die Bezirksregierung Koblenz tätig.
Am 9. August 1867 wurde er mit der Verwaltung des Landratsamtes Kreis Wittgenstein beauftragt. Am 1. Juli 1868 wurde er einstimmig zum 1. Kandidaten für das Landratsamt gewählt bei Verzicht des Kreistages auf die Benennung weiterer Kandidaten. Am 12. August 1868 erfolgte die definitive Ernennung zum Landrat des Kreises Wittgenstein. Er war Mitglied des Provinziallandtags der Provinz Westfalen.
Schroetter wurde am 10. August 1890 zum Oberregierungsrat und Abteilungs-Dirigenten bei der Regierung Frankfurt (Oder) ernannt. Am 14. August 1909 erfolgte die altersbedingte Entlassung aus dem Staatsdienst. Für sein Wirken hatte man ihn mit dem Kronen-Ordens II. Klasse und dem Roten Adlerordens III. Klasse mit Schleife ausgezeichnet.